# Municipio de Mendon (Iowa)
El municipio de Mendon (en inglés: Mendon Township) es un municipio ubicado en el condado de Clayton en el estado estadounidense de Iowa. En el año 2010 tenía una población de 1888 habitantes y una densidad poblacional de 21,64 personas por km².

## Geografía
El municipio de Mendon se encuentra ubicado en las coordenadas 43°1′14″N 91°12′10″O / 43.02056, -91.20278. Según la Oficina del Censo de los Estados Unidos, el municipio tiene una superficie total de 87.25 km², de la cual 85,05 km² corresponden a tierra firme y (2,51 %) 2,19 km² es agua.

## Demografía
Según el censo de 2010, había 1888 personas residiendo en el municipio de Mendon. La densidad de población era de 21,64 hab./km². De los 1888 habitantes, el municipio de Mendon estaba compuesto por el 97,62 % blancos, el 0,11 % eran afroamericanos, el 0,53 % eran amerindios, el 0,48 % eran asiáticos, el 0,11 % eran isleños del Pacífico y el 1,17 % eran de una mezcla de razas. Del total de la población el 1,32 % eran hispanos o latinos de cualquier raza.